# とくしま植物園
とくしま植物園（とくしましょくぶつえん）は、徳島県徳島市の徳島市総合動植物公園にある植物園。

## 概要
59,700平方メートル の広さを誇り、都市緑化植物園・入口エントランスゾーン・自然体験エリアなどがある。
2002年4月開園。とくしま動物園は1998年4月に開園済みであった。
入場料無料、年中無休、無料植物園としては施設も充実しており非常に魅力的な施設ではあるが、徳島市内に所在するにも拘らず道路状況が悪く、アクセスが不便である事は否めない。（2007年9月現在）
上記に加え認知度の低さもあり、植物園利用者は、同じ徳島市総合動植物公園内の動物園/遊園地利用者に比較して少ない。

## 交通
- 徳島バス渋野線「とくしま動物園」下車。